# Robert Robinson
Sir Robert Robinson (ur. 13 września 1886 w Rufford, zm. 8 lutego 1975 w Great Missenden) – brytyjski chemik, laureat Nagrody Nobla w dziedzinie chemii w roku 1947.

## Życiorys
Od 1912 był profesorem Uniwersytetu w Sydney, w latach 1915–1921 Uniwersytetu Liverpoolskiego, a od 1930 do 1935 Uniwersytetu Oksfordzkiego. W 1939 został członkiem Royal Society.
W roku 1917 opracował prostą i wydajną metodę syntezy tropinonu. Metoda Robinsona była 120 razy bardziej wydajna niż poprzednia metoda opracowana przez Richarda Willstättera. Ze względu na prostotę reakcji i jej wydajność jest to jedno z najważniejszych odkryć w zakresie syntetycznego otrzymywania związków naturalnych. 
Prowadził badania alkaloidów i antocyjanów. W 1925 wyjaśnił budowę morfiny i w 1946 strychniny. Zsyntetyzował penicylinę. Przedstawił teorię elektronowej struktury cząsteczek organicznych. W 1947 otrzymał Nagrodę Nobla za badania nad alkaloidami. Laureat Medalu Copleya.